# Школа № 739
Школа № 739 — общеобразовательное учреждение, расположенное в районе Сокол Северного административного округа Москвы. Как самостоятельное образовательное учреждение существовало в 1955—2014 годах. С 2014 года — корпус № 2 школы № 1251.

## История
Школа № 739 Ленинградского района Москвы была открыта 11 ноября 1955 года. Здание школы является блочным и имеет 5 этажей. Школа была построена по экспериментальному проекту Т-2 в рекордные сроки — 76 рабочих дней.
С 1955 года действует школьный театр. В 1960 году был открыт школьный пионерский лагерь. С 1974 года в школе работают волейбольные классы — совместно с расположенной рядом школой Олимпийского резерва № 73. В 1985 году музей боевой славы школы № 739 удостоился звания «Школьный музей».
В советские времена школа № 739 была одной из немногих в Москве, куда было разрешено водить делегации из социалистических и капиталистических стран.

## Школа сегодня
В настоящее время школа работает в качестве корпуса № 2 школы № 1251 имени генерала Шарля де Голля, является учебным корпусом начальных классов. Изучение французского языка начинается с 1 класса. В школе организуются экскурсии, походы в театры и музеи.
С 2008 года ежегодно в рамках празднования Дня Победы в школе проходит акция «Сирень Победы» — на школьном дворе высаживаются кусты сирени, в школе проходят «уроки мужества» и праздничный концерт. Проведение акции связано с тем, что рядом со школой ранее находился сиреневый сад известного селекционера Леонида Колесникова.
В 2014 году в результате объединения школ вошла в состав школы № 1251 как корпус № 2.